# کولون کاستاریکا
کولون کاستاریکا (به انگلیسی: Costa Rican colón) (به زبان بومی: colón costarricense) با کد ایزوی CRC، یکای پول رایج در کشور کاستاریکا است. مسئولیت کنترل این یکای پول برعهدهٔ بانک مرکزی کاستاریکا قرار دارد.